# Lorenzo Cesa
Lorenzo Cesa (n. 16 august 1951, Arcinazzo Romano, Lazio, Italia) este un om politic italian, membru al Parlamentului European în perioada 2004-2009 din partea Italiei.
1. 1 2  Deputații în Parlamentul European
2. 1 2   http://www.assembly.coe.int/nw/xml/AssemblyList/MP-Details-EN.asp?MemberID=5780 Lipsește sau este vid: |title= (ajutor)